# Muscle moyen glutéal
Pour un article plus général, voir muscle glutéal.
 (novembre 2022).
Le muscle moyen glutéal (anciennement muscle moyen fessier) est un muscle du membre inférieur. Il fait partie des muscles fessiers superficiels avec les muscles grand glutéal, petit glutéal et tenseur du fascia lata. Il est situé entre le muscle grand glutéal et petit glutéal.

## Description
Le muscle moyen glutéal est de forme triangulaire reliant l'os coxal au fémur à son sommet.

## Origine
Le muscle moyen glutéal s'attache :
- sur les trois quarts antérieurs de la lèvre latérale de la crête iliaque,
- sur l'épine iliaque antérieure et supérieure,
- sur la fosse iliaque externe entre les lignes glutéales antérieure et postérieure,
- sur le fascia glutéal.

## Trajet
Le muscle moyen glutéal est épais et pyramidal à base supérieure. 
Les fibres convergent en éventail vers le bas. 
Il franchit le bord supérieur du grand trochanter du fémur sur la bourse trochantérique du muscle moyen glutéal.

## Terminaison
Le muscle moyen glutéal s’insère sur la partie haute de la face latérale du grand trochanter par des fibres tendineuses courtes et denses en continuité avec l'insertion du muscle vaste latéral.

## Innervation
Le muscle moyen glutéal est innervé par le nerf glutéal supérieur.

## Vascularisation
Le muscle moyen glutéal est vascularisé par l'artère glutéale supérieure

## Actions
Le muscle moyen glutéal est:
- stabilisateur du bassin,
- stabilisateur latéral du bassin lors de l'appui unipodal,
- abducteur de la cuisse sur le bassin,
- abducteur du bassin sur la cuisse (sujet debout),
- rotateur médial par ses fibres antérieures, et rotateur latéral par ses fibres postérieures.

Il est donc antagoniste pour ses fibres antérieures des muscles piriforme, jumeaux inférieur et supérieur, obturateur interne et obturateur externe et du muscle carré fémoral.
Il est antagoniste pour ses fibres centrales aux adducteurs.

## Aspect clinique
Sa paralysie ou lésion provoque une démarche nommée boiterie de Trendelenburg, qui se traduit par un déhanchement ou un abaissement de la hanche controlatérale (opposée) au muscle atteint lors de la phase unipodale de la marche.

## Culture physique
Le moyen glutéal intervient comme muscle synergique dans l'exercice du soulevé de terre. Il est également synergique dans le mouvement de flexion sur jambes (squat).

## Galerie

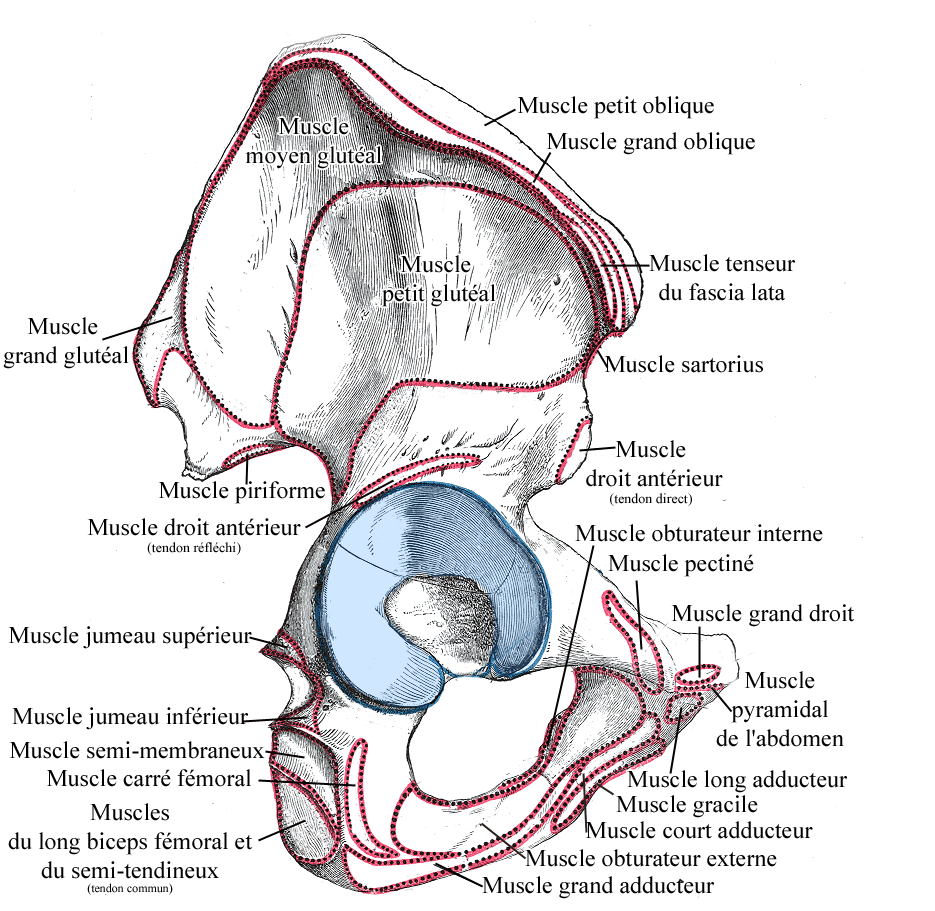
Hanche droite. Vue externe.
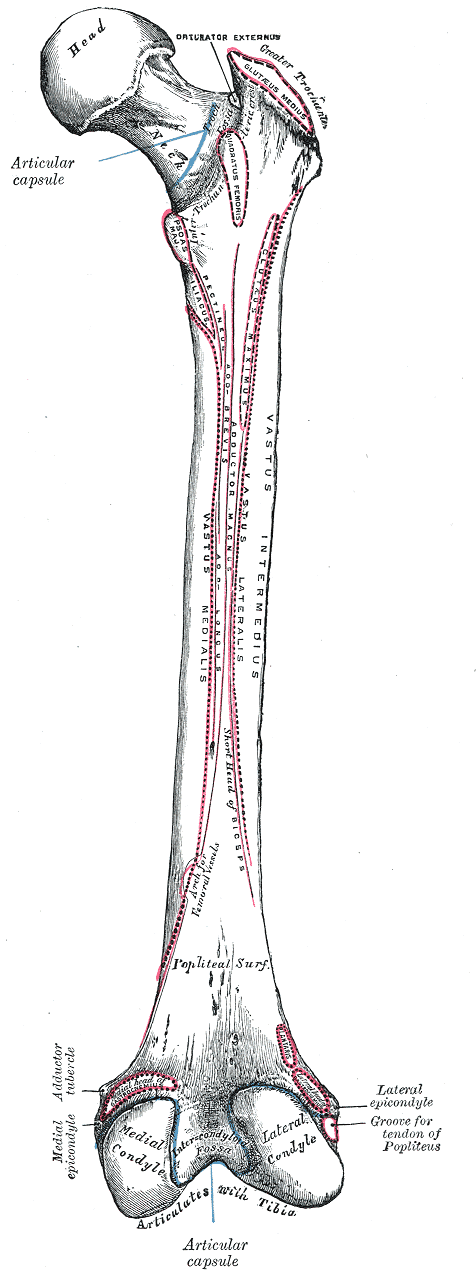
Fémur droit. Vue postérieure.
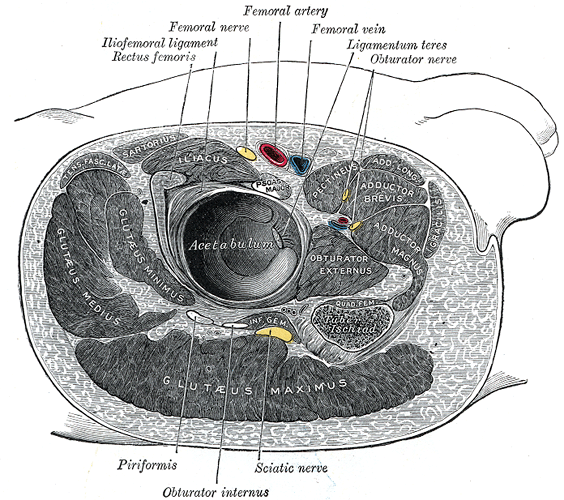
Structures entourant l'articulation coxofémorale. Sujet couché

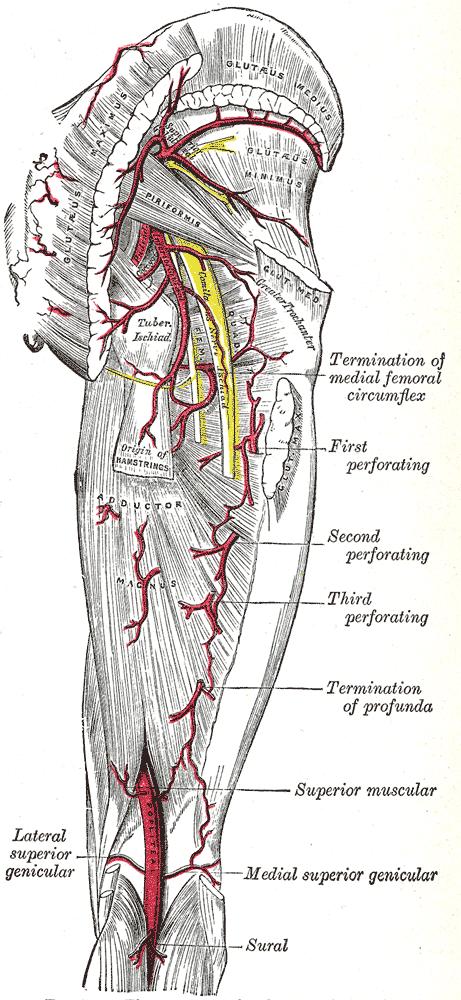
Les artères de la cuisse.
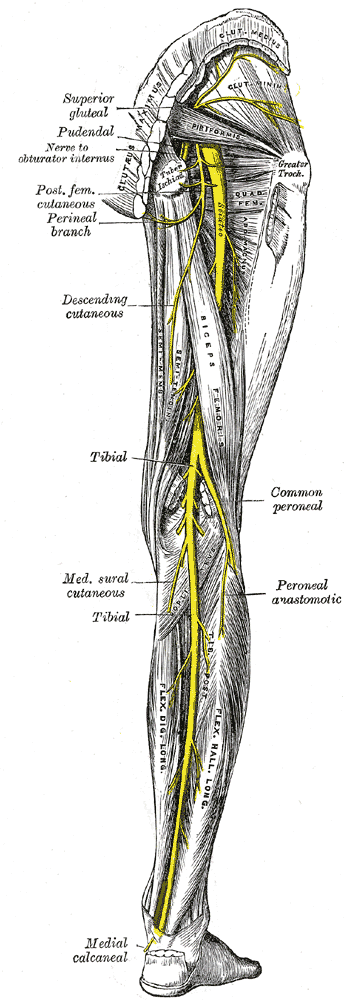
Les nerfs su membre inférieur. Vue postérieure Posterior view.
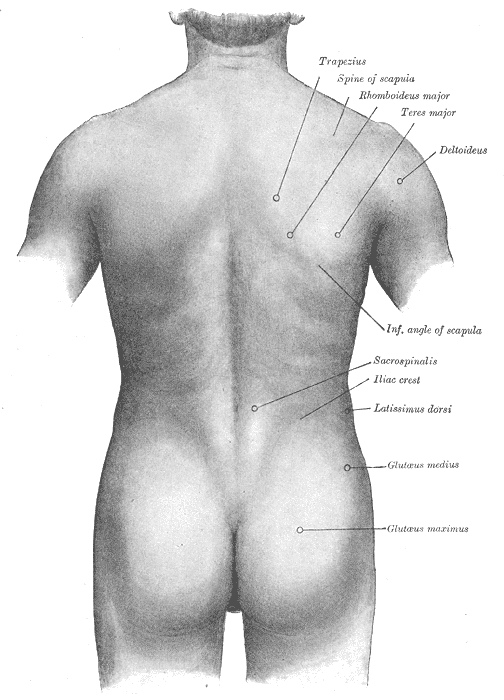
Vue anatomique du dos.